# Joseph Timmermans
Joseph Theodorus Hubertus Timmermans (Melick, 30 juni 1876 – Den Haag, 23 december 1957) was een Nederlands beeldhouwer.

## Leven en werk
Timmermans was een zoon van landbouwer 
Josephus Henricus Hubertus Timmermans en Gertrudis Hubertina Truijen. Hij trouwde in 1898 met Maria Josephina Elisabeth Hoezer.
Timmermans was aanvankelijk werkzaam in zijn geboorteplaats, hij vestigde zich in 1897 in Den Haag. In 1899 opende hij aan de Newtonstraat een atelier in kerkelijke kunst, samen met de uit Veur afkomstige beeldhouwer Simon Frederik Kroon (1872-1929). Het atelier Timmermans & Kroon vervaardigde onder meer altaren, preekstoelen en heiligenbeelden. Timmermans was daarnaast leraar handtekenen en boetseren aan de tekenschool van de patronaatscommissie St. Pancratius in Den Haag. Nadat Kroon in 1924 naar Delft verhuisde, verhuisde Timmermans het atelier naar de Beukstraat.
Timmermans overleed op 81-jarige leeftijd.

## Werken (selectie)
- Beelden van Jozef en Maria (1904) en Agnes (1905), piëta (1928), biechtstoelen en ander meubilair voor de Sint-Agneskerk in Den Haag.[3]
- Preekstoel (1905) voor de Sint-Willibrorduskerk in Oegstgeest.[4]
- Beeld van de heilige Elisabeth, gebeeldhouwde kapitelen van de pilasters en de evangelistensymbolen op de vieringpijlers (1919) en heiligenbeelden (1920-1926) in het schip en transept van de Sint-Elisabethskerk in Rotterdam.
- Heilig Hartbeeld bij de  Sint-Jan de Doperkerk in Wateringen.
- Heilig Hartbeeld in Zoeterwoude-Rijndijk.

- Biografisch Portaal: 83989316
- RKD-Nederlands Instituut voor Kunstgeschiedenis: 109584